# Rick Ottema
Rick Ottema, né le 25 juin 1992 à Groningue, est un coureur cycliste néerlandais.

## Biographie

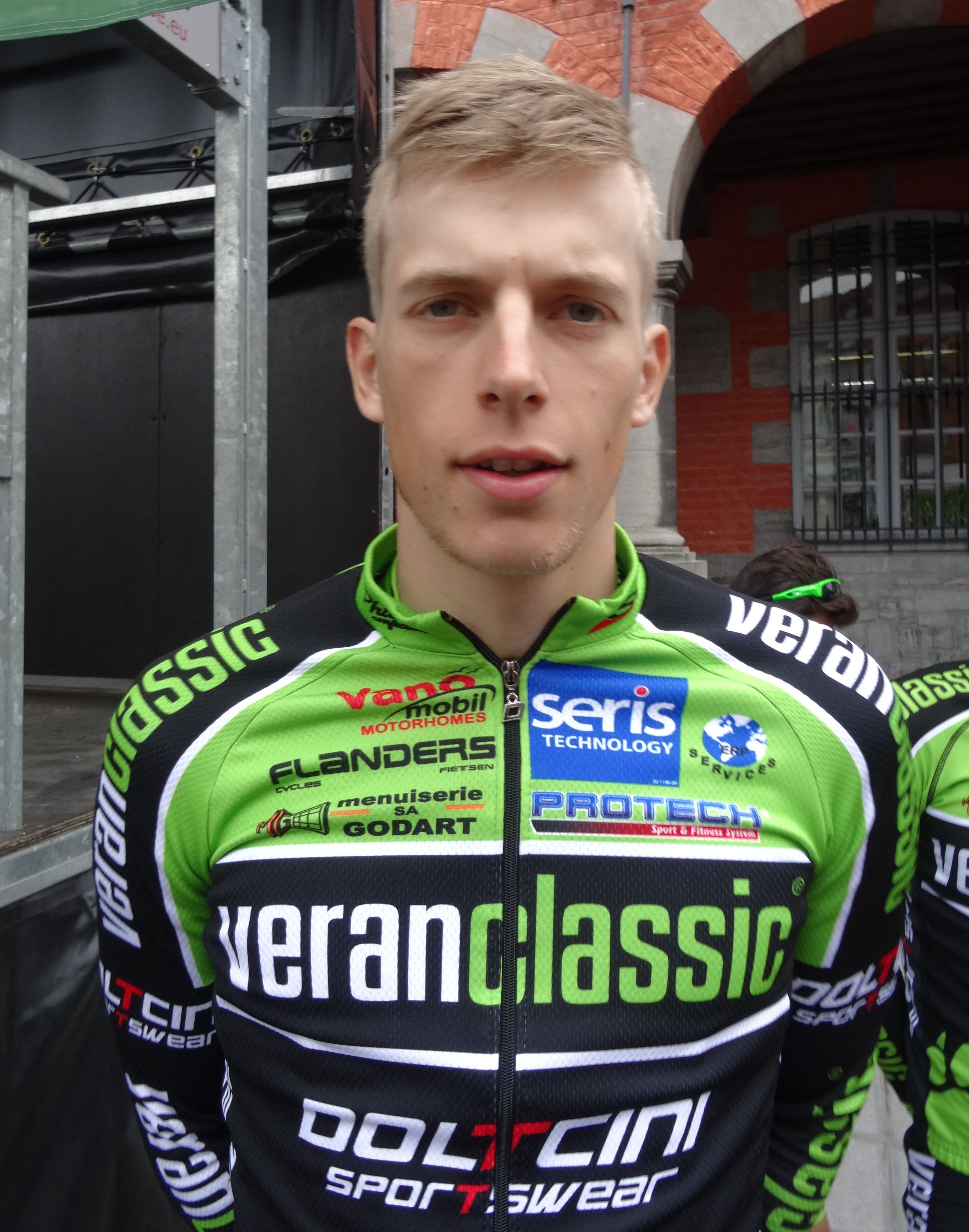
Rick Ottema lors du départ de la 1re étape du Triptyque des Monts et Châteaux 2014 à Antoing.

Rick Ottema naît le 25 juin 1992 à Groningue aux Pays-Bas.
Il termine 3e du championnat des Pays-Bas de l'omnium cadets en 2007. En 2008, il remporte la 1re étape du Critérium Européen des Jeunes. En 2010, il remporte le contre-la-montre par équipes de la 2ea étape de Liège-La Gleize. 
Il s’engage avec la formation De Rijke en 2011. En 2013, De Rijke devient De Rijke-Shanks. En 2014, il rejoint l'équipe continentale belge Veranclassic-Doltcini, puis court pour Colba-Superano Ham lors de la saison 2015, où il se classe notamment 17e de la Course des chats et 10e de Zuid Oost Drenthe Classic.

## Palmarès et résultats

### Par année
- 2007
  - 3e du championnat des Pays-Bas de l'omnium U17
- 2008
  - 1re étape du Critérium Européen des Jeunes
- 2010
  - 2ea étape de Liège-La Gleize (contre-la-montre par équipes)
- 2011
  - 3e du Hel van Voerendaal
- 2015
  - Ronde van Hoogeveen
- 2016
  - Ronde van Hoogeveen
  - Tour du Brabant central
- 2017
  - ZODC Zuidenveld Tour
  - 2e du Tour de Bochum
  - 3e du Tour de Groningue
- 2018
  - Tour de Groningue
  - Ronde van Ureterp
  - Tour du Limbourg
  - 3e de l'Omloop van de Braakman
- 2019
  - Omloop van Peizen
- 2022
  - 5e étape du Tour du Loir-et-Cher
- 2023
  - Koningsronde van Beilen
  - Ronde van Gorredijk
  - 2e de l'Omloop van de Braakman
- 2024
  - Ronde van Ureterp
  - Fokker Slag om Woensdrecht
  - Ronde van Leek
  - 3e du Puchar MON
- 2025
  - Omloop van Leek
  - Ronde van Ureterp
  - Ronde van Gorredijk
  - Omloop van Bedum
  - 2e de l'Omloop van de Braakman

### Classements mondiaux
| Année                                 | 2011  | 2012  | 2013 | 2014 | 2015 | 2016  | 2017  | 2018 | 2019  | 2020  | 2021  | 2022 | 2023  | 2024 |
| ------------------------------------- | ----- | ----- | ---- | ---- | ---- | ----- | ----- | ---- | ----- | ----- | ----- | ---- | ----- | ---- |
| Classement mondial                    |       |       |      |      |      | 1688e | 1112e | 807e | 1372e | 2152e | 1794e | 650e | 1231e | 700e |
| UCI Europe Tour                       | 1178e | 1031e | nc   | nc   | nc   | 1124e | 713e  | 485e | 940e  | 1569e | 1231e | 500e | nc    | nc   |
|                                       |       |       |      |      |      |       |       |      |       |       |       |      |       |      |
| Légende : nc = non classéSource : UCI |       |       |      |      |      |       |       |      |       |       |       |      |       |      |